# Список серий аниме «Изгнанник»
Перечень и краткое содержание эпизодов японского научно-фантастического аниме-сериала «Изгнанник», выпущенного в 2003 г. аниме-студией Gonzo.

## Предыстория
На планете, называемой Престе́л, идёт почти непрерывная война двух держав — Анато́ля и Ди́зита, которую контролирует и тайно разжигает могущественная Ги́льдия, владения которой расположены в «Гранд Стриме» — полосе ветров невероятной силы, яростных вихрей и туч, разделяющей Дизит и Анатоль. Где-то внутри Гранд Стрима находится также загадочный «Экзайл» — источник великой силы, которую Гильдия жаждет заполучить…

## Серии
| 1 | Первый ход «Faasuto Mūvu» (ファースト・ムーヴ)                          | 7 апреля 2003 года    |
| В самый разгар воздушного сражения между армиями Дизита и Анатоля юный пилот Клаус Барка и его штурман Лави Хед получают задание доставить срочный пакет герцогу Дэвиду Мэдсейну, командующему воздушным флотом империи Анатоль. В то время, когда они прибывают на флагманский корабль, флотилия Дизита отступила, но внезапно, в нарушение правил, флот Мэдсейна вновь подвергается атаке свежих сил противника. |                                                                         |                       |
| 2 | Манёвр ваншипа «Rufuto Vanshippu» (ルフト・ヴァンシップ)                | 14 апреля 2003 года   |
| Стража не пропускает Клауса и Лави к Мэдсейну, но они, подключившись к внутренней радиосети, зачитывают письмо от дочери герцога. Выслушав его, герцог Мэдсейн отдаёт приказ об отступлении, а посланцев отправляет назад в Норикию с ответным письмом. На обратном пути Клаус и Лави попадают под обстрел кораблей Дизита, но их спасает незнакомый красный ваншип. |                                                                         |                       |
| 3 | Рокировка «Toransu Poozu» (トランスポーズ)                              | 21 апреля 2003 года   |
| Во время гонок на Кубок Норикии Клаус и Лави неожиданно замечают в лесу сильно повреждённый ваншип. Смертельно раненый пилот Ральф Венсди просит их доставить по назначению свой «груз» — маленькую девочку по имени Аль, за которой охотятся агенты Гильдии, а затем, чтобы сбить погоню со следа, взрывает свой корабль. |                                                                         |                       |
| 4 | Цугцванг «Tsūku Tsuwangu» (ツーク・ツワング)                            | 28 апреля 2003 года   |
| Выполняя обещание, данное умирающему Венсди, Клаус готовится отвезти девочку к Алексу Роу — капитану таинственного корабля «Сильвана», о котором ходит много странных слухов. Лави не одобряет его решение, но у неё нет выбора — ей приходится бежать вместе с Клаусом и Аль, когда их дом атакует штурмовик Гильдии. В развалинах заброшенного храма он настигает беглецов, захватывает Аль и собирается прикончить Клауса, но когда гибель кажется неминуемой, внезапное появление капитана «Сильваны» меняет всё…               |                                                                         |                       |
| 5 | Позиционная игра «Pojishonaru Purei» (ポジショナル・プレイ)             | 5 мая 2003 года       |
| Алекс Роу забирает девочку на свой корабль и отчаливает. Не желая оставлять малышку, Клаус и Лави на своём ваншипе следуют за ним, несмотря на то, что орудия «Сильваны» открывают по ним огонь. Израсходовав почти всётопливо, Клаус вынужден совершить аварийную посадку на нижней палубе «Сильваны». Однако механики корабля оказывают ему не слишком дружеский приём. Начинается драка, которую останавливает лишь вмешательство Татьяны Висла — пилота того самого красного ваншипа, который однажды спас жизнь Клаусу и Лави… |                                                                         |                       |
| 6 | Атака судьи «Aabitaa Atakku» (アービター・アタック)                     | 12 мая 2003 года      |
| На борту «Сильваны» Клауса и Лави находит Аль. Клаус добивается встречи с капитаном Роу, чтобы узнать, что тот намерен сделать с девочкой, но их разговор прерван внезапным нападением звездообразных штурмовиков Гильдии. Один из них прорывается внутрь «Сильваны» и уничтожает ваншип Клауса. Клаус требует позволить ему участвовать в сражении. Получив с согласия капитана новый ваншип, он устремляется в бой… |                                                                         |                       |
| 7 | Интересный Клаус «Intaresutingu Kurausu» (インタレスティング・クラウス) | 19 мая 2003 года      |
| Дио Эраклеа, наследный принц Гильдии, на которого произвели впечатление отчаянная смелость Клауса и его лётные качества, вместе со своим телохранителем Люсиолой покидает наблюдательный корабль, чтобы лично принять участие в битве. В небе около «Сильваны» начинается странная воздушная игра между Клаусом и гильдейским штурмовиком, который пилотирует Дио. |                                                                         |                       |
| 8 | Размен «Teekubakku» (テークバック)                                      | 26 мая 2003 года      |
| В «Королевском Казино», на борту летающей станции, куда «Сильвана» прибыла для ремонта и дозаправки, вспыхивает ссора между механиками «Сильваны» и офицерами имперского крейсера «Голиаф». Итогом её становится дуэль двух кораблей, в которой побеждает «Сильвана», а «Голиаф» уничтожен вместе со всей командой. |                                                                         |                       |
| 9 | Вычисления Алекса «Karikyureito Arekkusu» (カリキュレイト・アレックス)  | 2 июня 2003 года      |
| Алекс Роу, взяв с собой Лави, Клауса и Татьяну Висла, отправляются в Горизонтальную пещеру: Клаус и Лави — чтобы участвовать в «Восьмичасовых гонках», капитан — чтобы попасть на аукцион, на котором будет выставлена находка с легендарного «Экзайла». Что касается Татьяны и её напарницы, то им поручено особое задание… |                                                                         |                       |
| 10 | Ловушка (スウィンドル)                                                  | 9 июня 2003 года      |
| Страсти на гоночной трассе и в аукционном зале накаляются, ставки растут!.. Но всё кончается благополучно: Клаус и Лави выигрывают гонки, а капитан Роу становится обладателем Мистериума — первого из четырёх таинственных паролей, открывающих доступ к «Экзайлу». На «Сильване» появляются неожиданные гости — Дио и Люсиола. |                                                                         |                       |
| 11 | Развитие «Diberoppu» (ディベロップ)                                     | 16 июня 2003 года     |
| Винсент Элзи, командир «Урбануса» — самого мощного боевого корабля Анатоля, бывший друг Алекса Роу, передаёт ему приказ императора немедленно отослать в столицу «груз» и Мистериум, но капитан «Сильваны» отказывается выполнить его. |                                                                         |                       |
| 12 | Вскрытая атака «Disukabaado Atakku» (ディスカバード・アタック)          | 23 июня 2003 года     |
| Император приказывает захватить в плен мятежного капитана Роу и его экипаж. Развёртывается жестокая воздушная битва между «Сильваной» и эскадрой Анатоля. Победу одерживает «Сильвана», но дорогой ценой — получив тяжёлые повреждения в неравном бою, она падает на поверхность планеты. |                                                                         |                       |
| 13 | Одинокая пешка «Aisoreiteddo Poon» (アイソレイテッド・ポーン)           | 30 июня 2003 года     |
| Ваншип Татьяны, подбитый в сражении, совершает аварийную посадку в пустыне. Татьяна впадает в отчаяние, ею овладевает чувство обречённости, но упорство и решимость Клауса заставляют её взять себя в руки. Вдвоём они ремонтируют ваншип и отправляются к тайному убежищу, где рассчитывают найти запчасти и топливо. Однако, прибыв на место, они обнаруживают, что убежище заняли солдаты Дизита… |                                                                         |                       |
| 14 | Этюд Лави (エテュード・ラヴィ)                                          | 7 июля 2003 года      |
| Лави, пострадавшая во время крушения «Сильваны», лежит в своей каюте. Перед её мысленным взором проходит вся история её жизни и дружбы с Клаусом. |                                                                         |                       |
| 15 | Волшебные шахматы «Fearii Chesu» (フェアリー・チェス)                   | 14 июля 2003 года     |
| Между Клаусом и капитаном Роу происходит разговор начистоту. Алекс признаётся, что был участником той злосчастной попытки пересечь Гранд Стрим, когда погибли отцы Клауса и Лави, а сам он потерял свою невесту. Всё это происходило на глазах Маэстро Дельфины, которая смеялась, глядя, как они гибнут. С тех пор Алекс Роу поставил своей целью уничтожить Дельфину и Гильдию, которой она правит, а для этого необходимо найти и уничтожить «Экзайл», дающий ей силу и власть.                                                  |                                                                         |                       |
| 16 | Прорыв «Bureeku Surū» (ブレーク・スルー)                                | 21 июля 2003 года     |
| 17 | Набор материала «Meikingu Materiaru» (メイキング・マテリアル)           | 28 июля 2003 года     |
| 18 | Превращение Софии «Puromooshon Sofia» (プロモーション・ソフィア)        | 4 августа 2003 года   |
| 19 | Сицилианская защита «Shishirian Difensu» (シシリアン・ディフェンス)     | 11 августа 2003 года  |
| 20 | Гранд Стрим «Gurando Sutoriimu» (グランドストリーム)                    | 18 августа 2003 года  |
| 21 | Ладья Дио «Rūku Diio» (ルーク・ディーオ)                                | 25 августа 2003 года  |
| 22 | Ферзь Дельфина «Kuiin Derufiine» (クイーン・デルフィーネ)               | 1 сентября 2003 года  |
| 23 | Рокировка Люсиолы «Kyasuringu Rushiora» (キャスリング・ルシオラ)        | 8 сентября 2003 года  |
| В отсутствие капитана София берёт командование «Сильваной» на себя. Как и планировалось, солдаты Альянса захватывают силовые установки Гильдии. Тем временем Люсиола ценой собственной жизни помогает Клаусу, Аль и своему другу и господину Дио бежать из крепости Гильдии. |                                                                         |                       |
| 24 | Вынужденный ход «Shiirudo Mūbu» (シールド・ムーブ)                      | 15 сентября 2003 года |
| 25 | Тихий ход «Kuwaietto Mūbu» (クワイエット・ムーブ)                       | 22 сентября 2003 года |
| 26 | Сдача «Riza In» (リザイン)                                              | 29 сентября 2003 года |
| Роу убивает Маэстро Дельфину. В этот же миг «Сильвана» по приказу Софии взрывает корабль Гильдии. Клаус и Лави всё-таки пересекают Гранд Стрим и находят ваншип их отцов. В эпилоге показано, как Клаус, Лави, Аль, Татьяна и Алисия, Дуня с Мораном, а также её младшие братья начинают нормальную жизнь. |                                                                         |                       |